# Ligne 44 du tramway de Bruxelles
La ligne 44 du tramway de Bruxelles est une ligne du tramway de Bruxelles créée le 16 avril 1968, qui relie Montgomery à Tervuren Station. Elle relie, comme la ligne 39 avec laquelle elle est en cadence, l'est du centre-ville à l'Est de la périphérie bruxelloise. La ligne possède un tronçon dans la forêt de Soignes.

## Histoire
La ligne est mise en service le 16 avril 1968 entre la Bourse et Tervuren en remplacement de la ligne 40.
La ligne 44 du tram de Bruxelles ne subira pas de modifications consécutives à la grande restructuration de la STIB qui dura de mars 2006 à l'été 2008, soit un peu plus de 2 ans, comme les lignes 19, 39 et 92, restructuration qui conduira principalement à la suppression des lignes 18, 52, 83, 90, 91 et 93 (rétabli par la scission de la l'ancienne ligne 94).

## Tracé
La ligne 44 du tram de Bruxelles part de Montgomery dans une station, située sur une boucle, partagée avec la Ligne 39 et en correspondance avec la ligne 1 du métro. Les 44 sortent du tunnel et via un site propre intégral, empruntent à grande vitesse l'avenue de Tervueren, desservent le square Léopold II, le Musée du Tram, en correspondance avec la ligne 8, puis, à la station Madoux, ils se séparent du 39 et continuent sur la chaussée de Tervuren. Après quelques stations ils arrivent à Quatre Bras puis ils desservent le Rond-Point Ravenstein afin d'arriver, peu de temps après avoir desservi l'avant-dernière station Oppemstraat, à la station terminale en boucle Tervuren Station.

## Exploitation de la ligne
La ligne 44 du tram de Bruxelles est exploitée par la STIB. Elle fonctionne, environ entre 5 h et 1 h, tous les jours, sur la totalité du parcours. Les tramways rallient Montgomery à Tervuren Station en environ 20 minutes.

### Fréquence
Les temps de parcours sont donnés à titre indicatif à partir du site de la STIB.
- Du lundi au vendredi
  - Période scolaire
    - Heures de pointe: un tram toutes les 6 minutes
    - Heures creuses: un tram toutes les 7 minutes 30 à 10 minutes
    - Soirée: un tram toutes les 20 minutes

  - Petites vacances scolaires :
    - Heures de pointe: un tram toutes les 8 minutes
    - Heures creuses: un tram toutes les 12 minutes
    - Soirée: un tram toutes les 20 minutes.

  - Grandes vacances :
    - Heures de pointe: un tram toutes les 8 minutes
    - Heures creuses: un tram toutes les 12 minutes
    - Soirée: un tram toutes les 20 minutes
- Le samedi
  - Le matin et en soirée: un tram toutes les 20 minutes
  - L'après-midi: un tram toutes les 15 minutes
- Dimanche et jours fériés: un tram toutes les 20 minutes toute la journée.

### Matériel roulant
La ligne 44 du tram de Bruxelles est exploitée de nos jours par les PCC 7700/7800, les premiers véhicules bidirectionnels du réseau. Précédemment, et jusqu'au 12 février 2010, ils étaient accompagnés des PCC 7000/7100 à deux bogies.
Durant certains week-ends et jours fériés, des anciens tramways du Musée du Tram de Woluwé-Saint-Pierre empruntent la ligne 44 jusqu'à Tervuren pour le plus grand plaisir des amateurs.

### Infrastructure
Le tracé de cette ligne est partout en site propre, elle ne passe sur une chaussée que pour la croiser à un carrefour. Sur ce tracé, à quelques mètres des Quatre Bras de Tervueren, se trouve un passage à niveau de style ferroviaire avec double croix de Saint-André, feu blanc lunaire clignotant (en l'absence de tram) ou deux feux rouges clignotant alternativement (à l'arrivée d'un tram) et sonnerie d'avertissement. C'est là le seul passage à niveau de Belgique placé sur une ligne de tram et comportant à la fois des feux et une sonnerie. Les lignes 39 et 44 sont aussi les seules en région bruxelloise et aux environs de celle-ci le long desquelles se trouvent des passages à niveau avec croix de Saint-André et pour certains avec feux rouges et blanc lunaire.

### Tarification et financement
La tarification de la ligne est identique à celles des autres lignes (hors cas de la desserte de l'aéroport) exploitées par la STIB et dépend soit des titres Brupass et Brupass XL permettant l'accès aux réseaux STIB, TEC, De Lijn et SNCB soit des titres propres à la STIB valables uniquement sur ses lignes.
Le financement du fonctionnement de la ligne, entretien, matériel et charges de personnel, est assuré par la STIB.

## Images

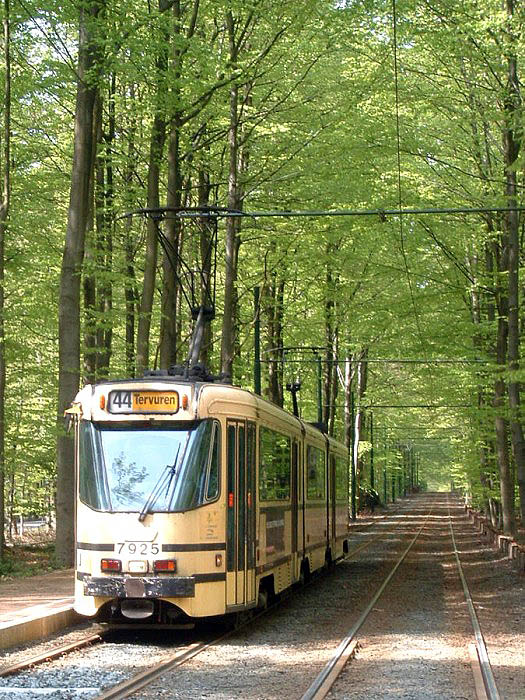
Une PCC 7900 sur la ligne 44, probablement aux alentours des années 2000-2002.
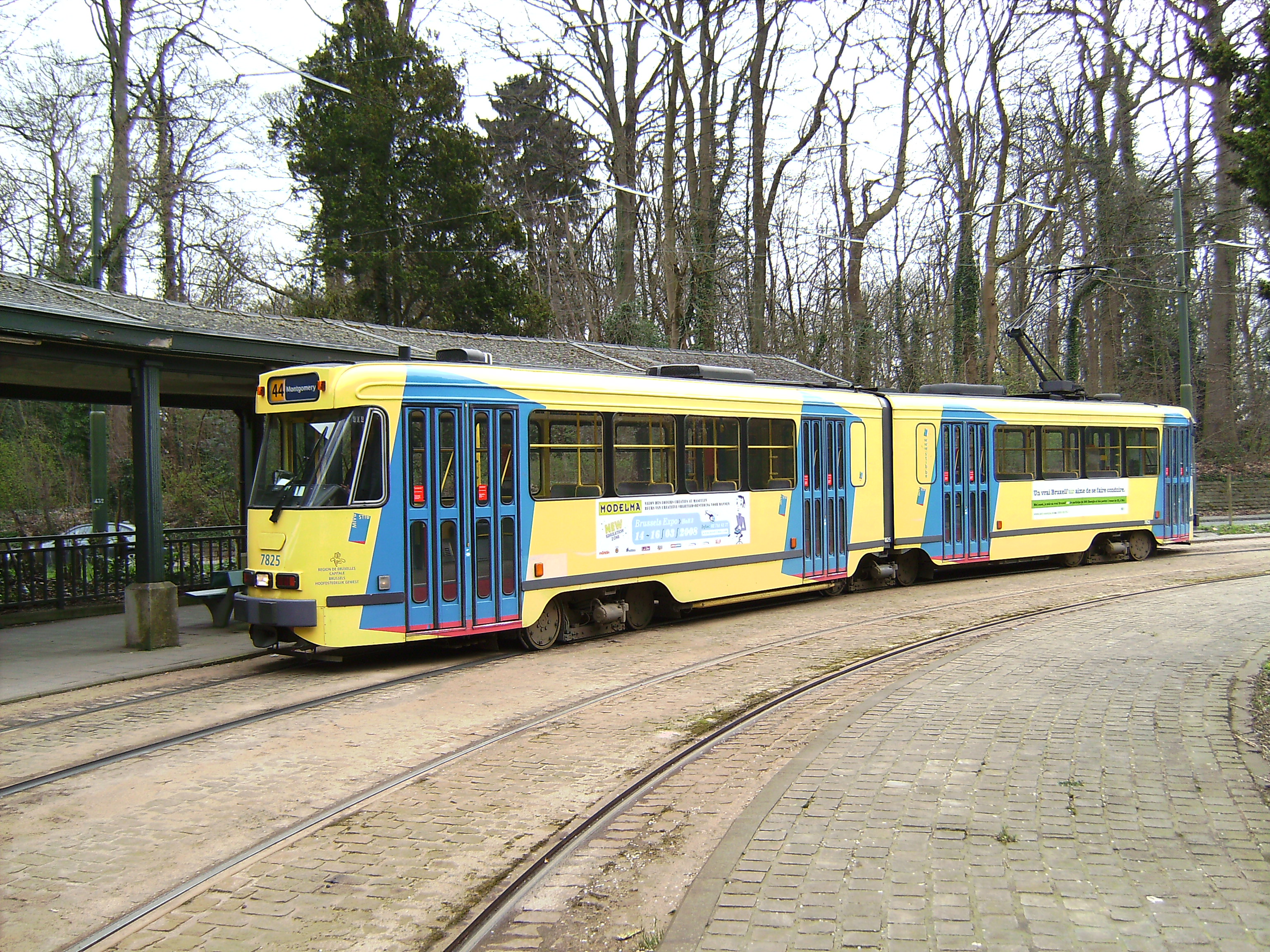
2008: Durant les heures de pointe, il n'était pas impossible de croiser des PCC 7800.
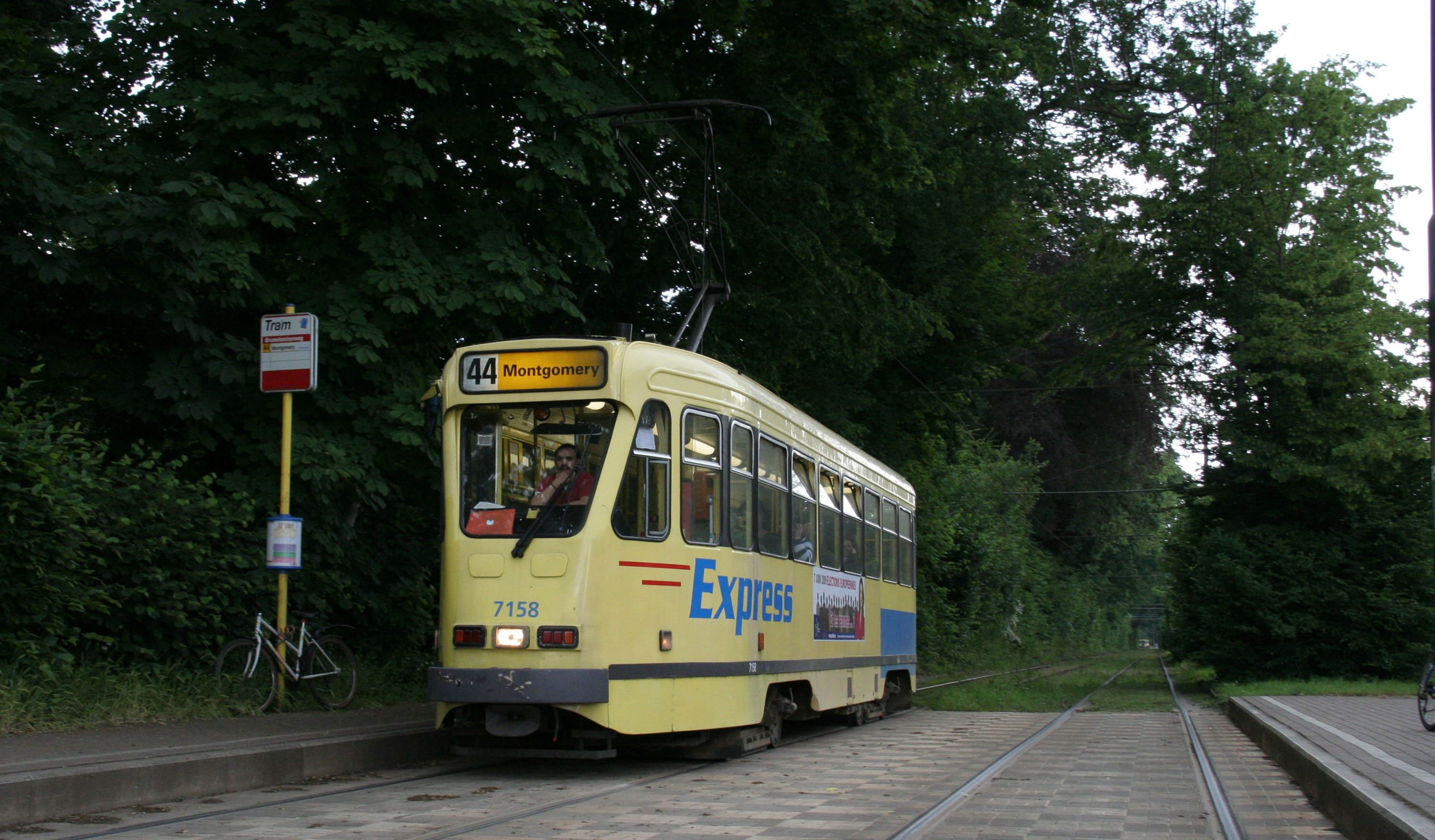
2009: Une PCC 7100 arbore le logo Express.
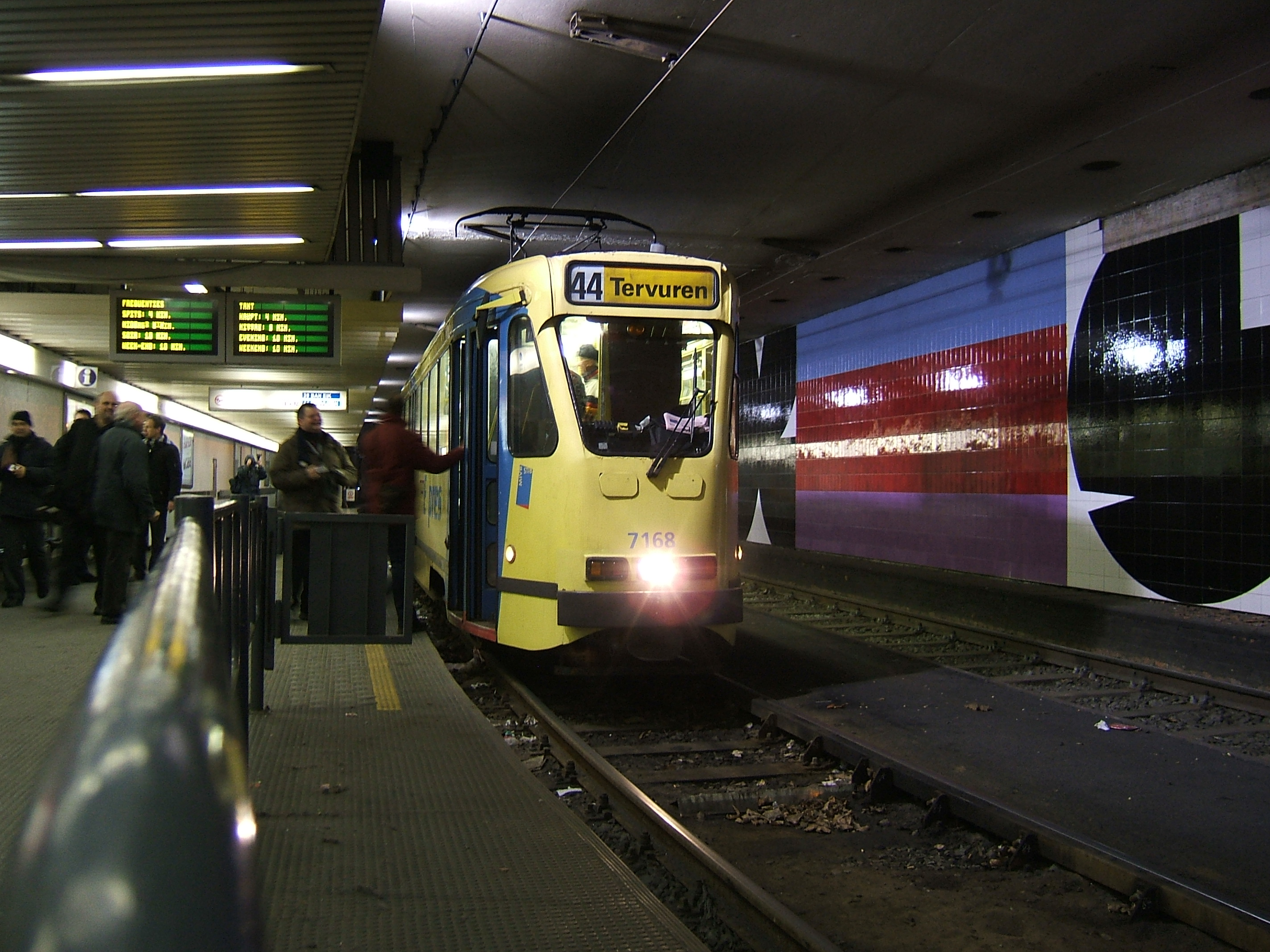
2010: PCC 7100 au terminus Montgomery lors du dernier jour d'exploitation des PCC 7000.
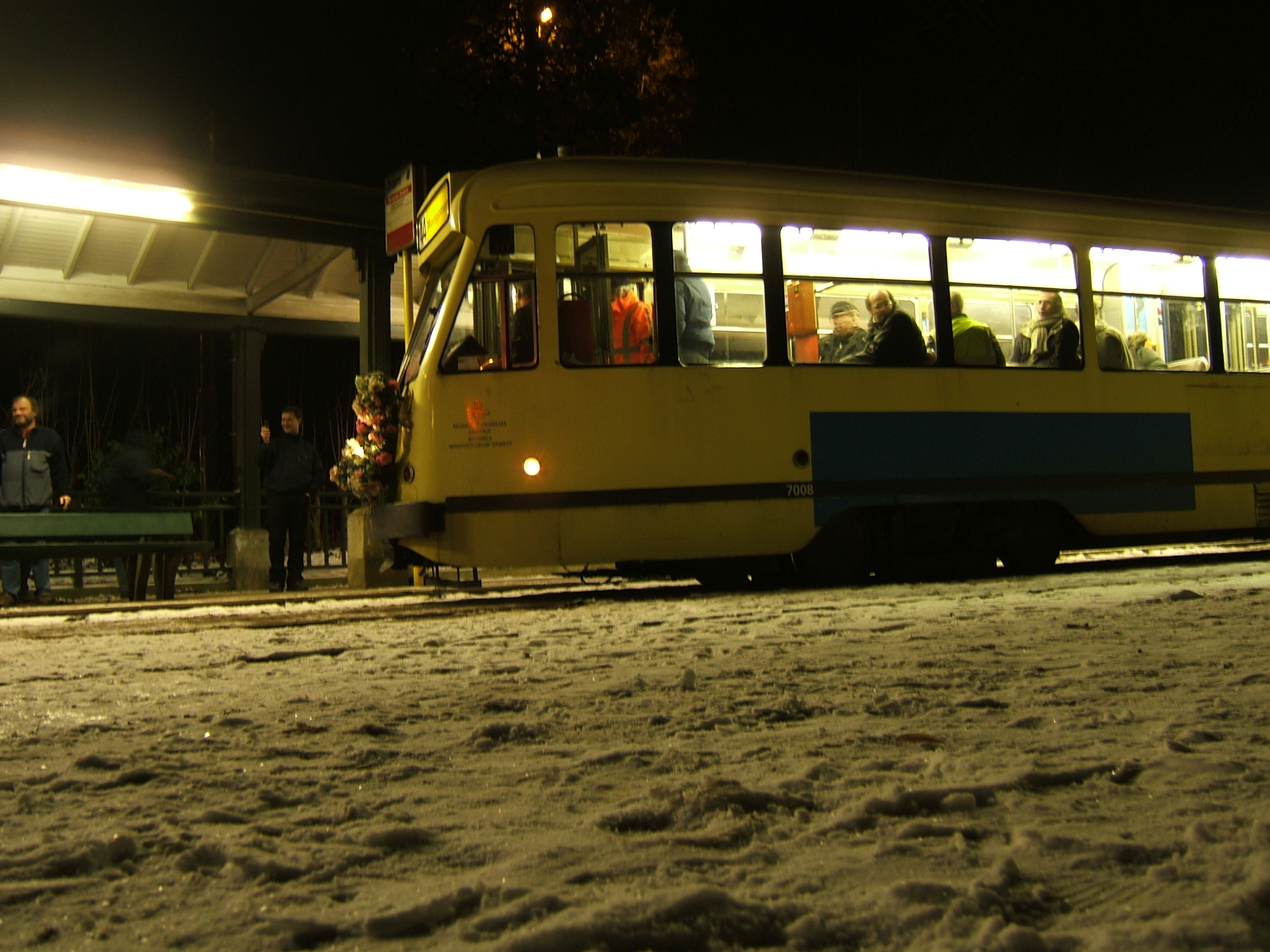
2010: dernier service d'une PCC 7000, munie d'une couronne de fleurs.
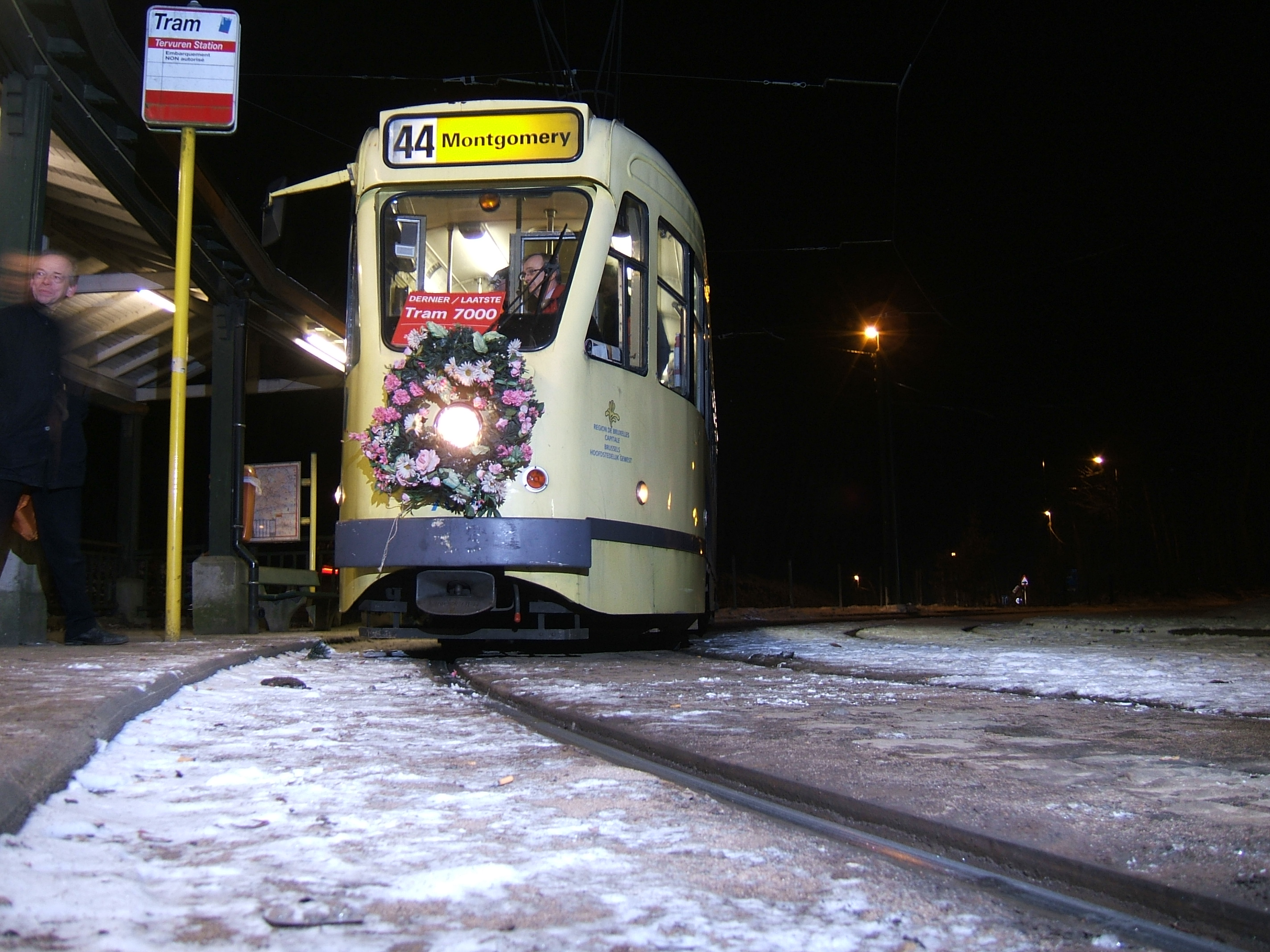
2010: idem.
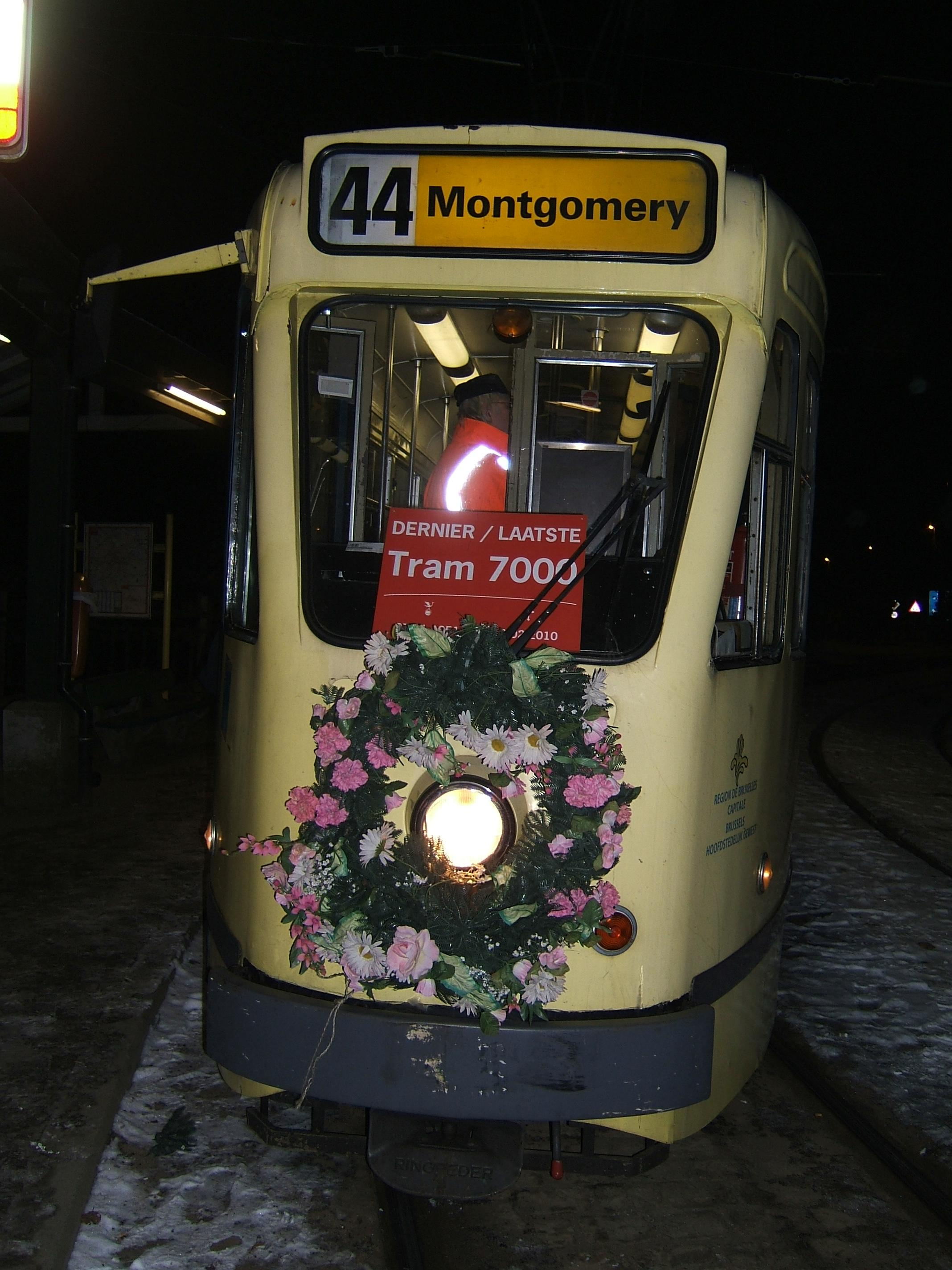
2010: idem.
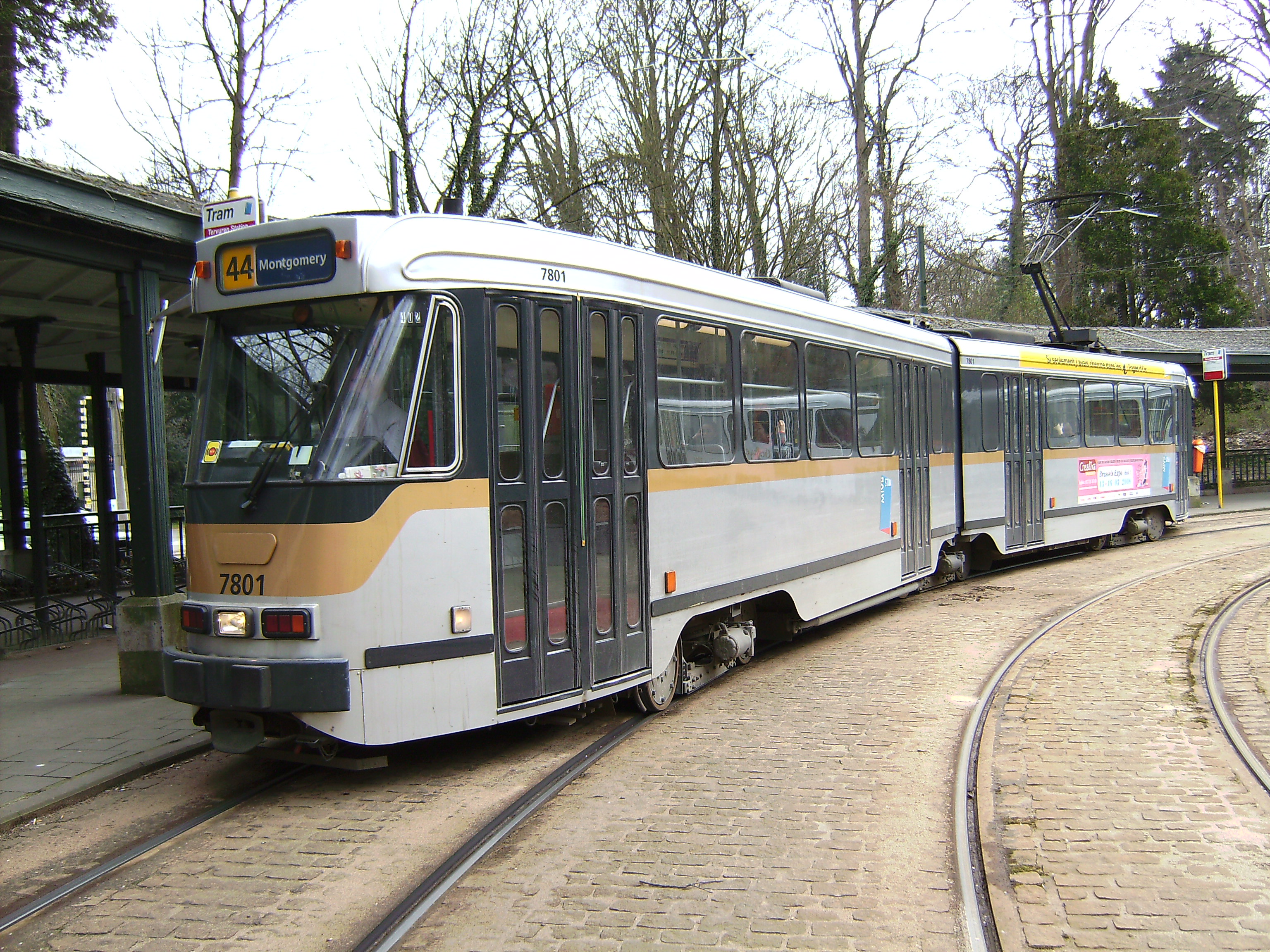
Situation en  2014  : les PCC 7800 sont les seules à être utilisées sur les lignes 39-44
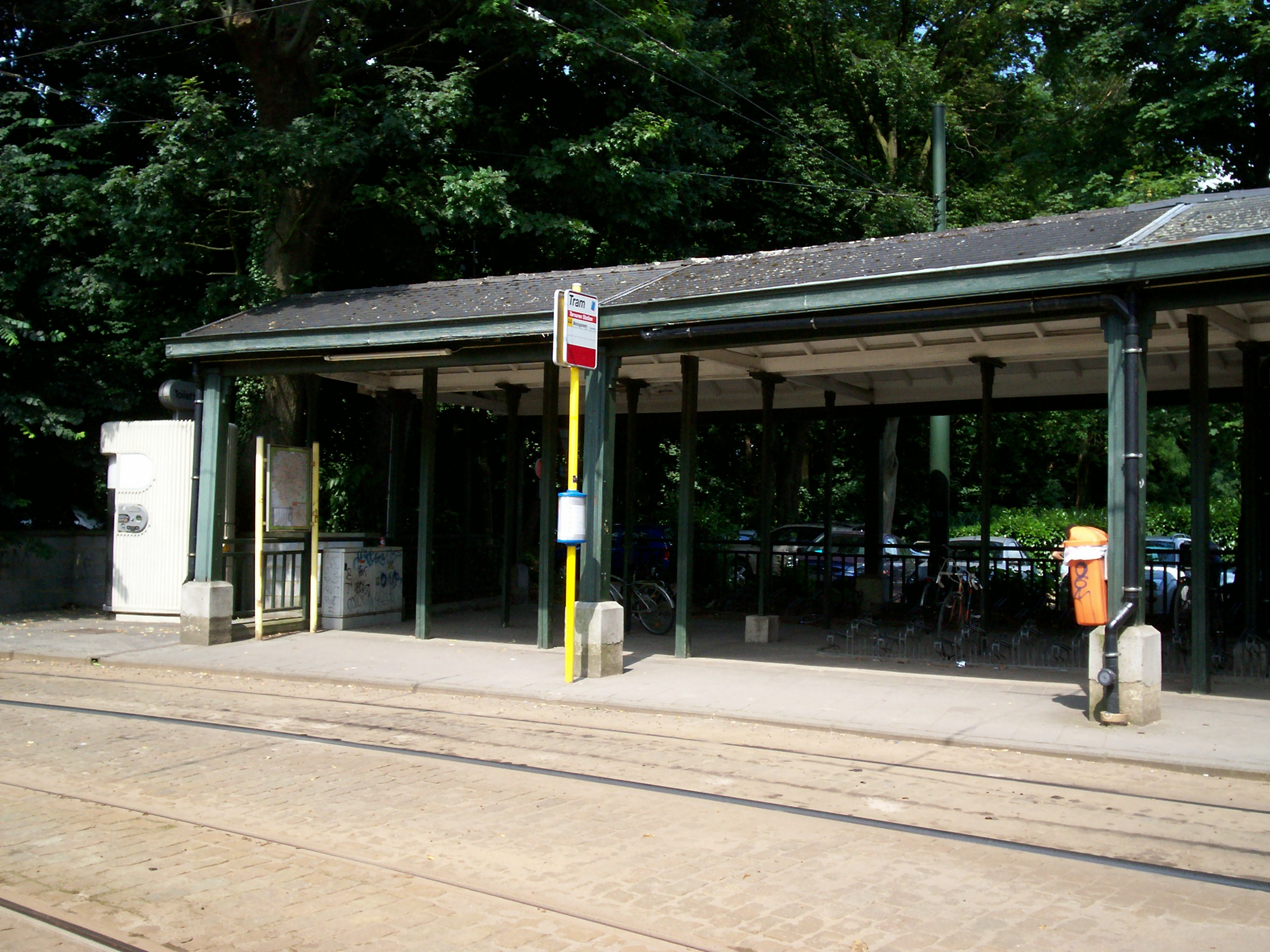
Terminus Tervuren Station
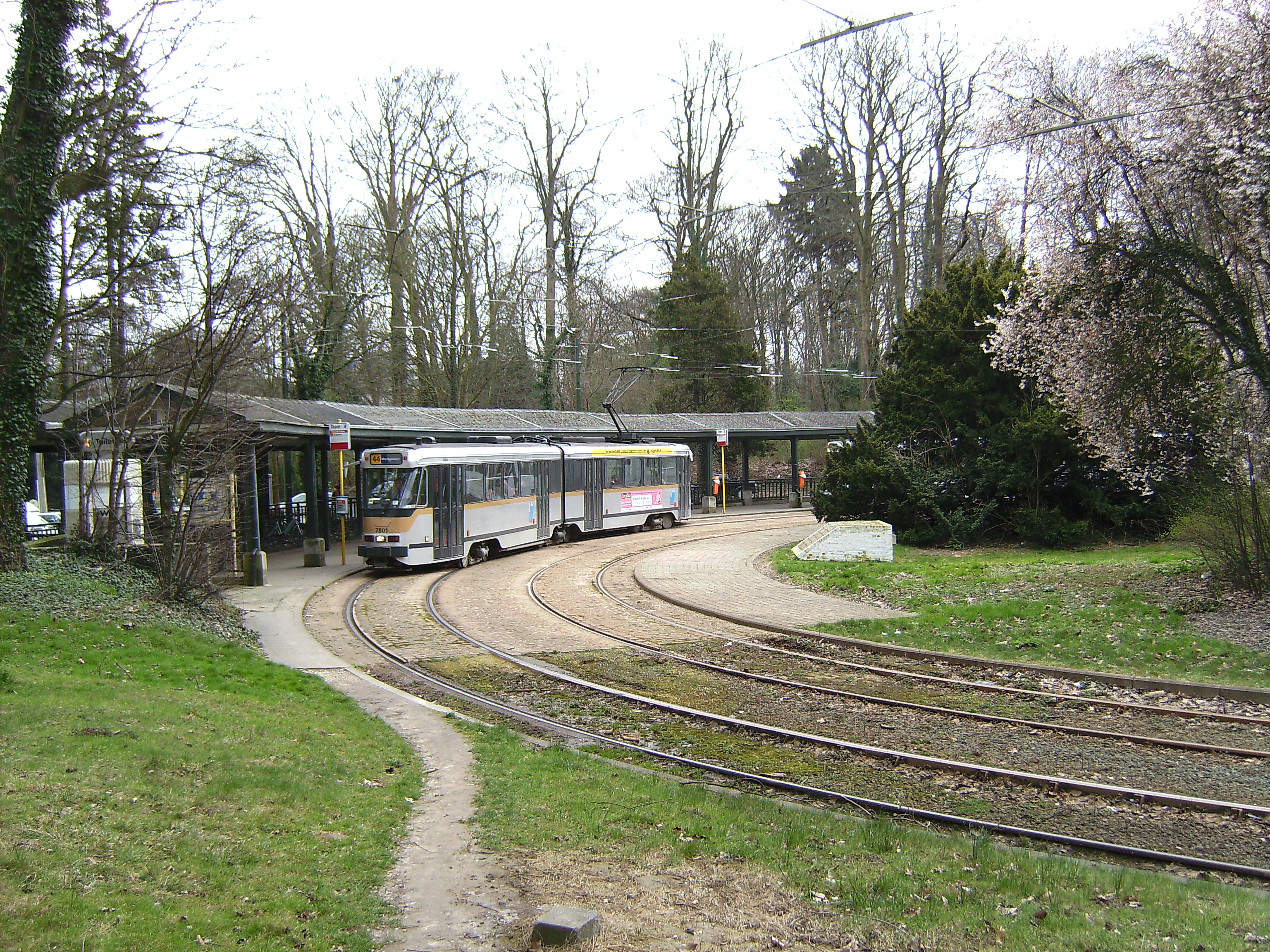
Terminus Tervuren Station

## Demain
À terme, la ligne pourrait être prolongée jusqu'à Schuman. La STIB a également évoqué le prolongement de la ligne vers Louvain dans le cadre du projet wensnet, le long de la N3, ce qui en ferait une ligne rapide de tramway, proche du concept de train léger.
Le projet non-officiel Cityvision proposait en 2009 d'utiliser des rames de métro léger comme il y en a à Francfort; ainsi la ligne se prolongerait à l'est en se greffant au métro, ce qui selon les auteurs ne demanderait que des investissements mineurs le long du parcours. Si ce projet voit le jour, l'infrastructure devra être mixte afin de permettre le passage des trams 8 et 39 et de l'éventuelle future ligne vers Louvain.